# Shōkichi Satō
Shōkichi Satō (jap. 佐藤 昌吉 Satō Shōkichi; ur. 9 kwietnia 1971) – japoński piłkarz występujący na pozycji pomocnika.

## Kariera klubowa
Od 1990 do 1999 roku występował w klubach NKK, Sheffield United, Kyoto Purple Sanga i Omiya Ardija.